# Pompeu Fabra
Pompeu Fabra i Poch (pron. catalana: [pumˈpɛw ˈfaβɾə iˈpɔk]; Barcellona, 20 febbraio 1868 – Prades, 25 dicembre 1948) è stato un linguista e grammatico spagnolo e catalano, autore delle norme linguistiche della lingua catalana moderna.

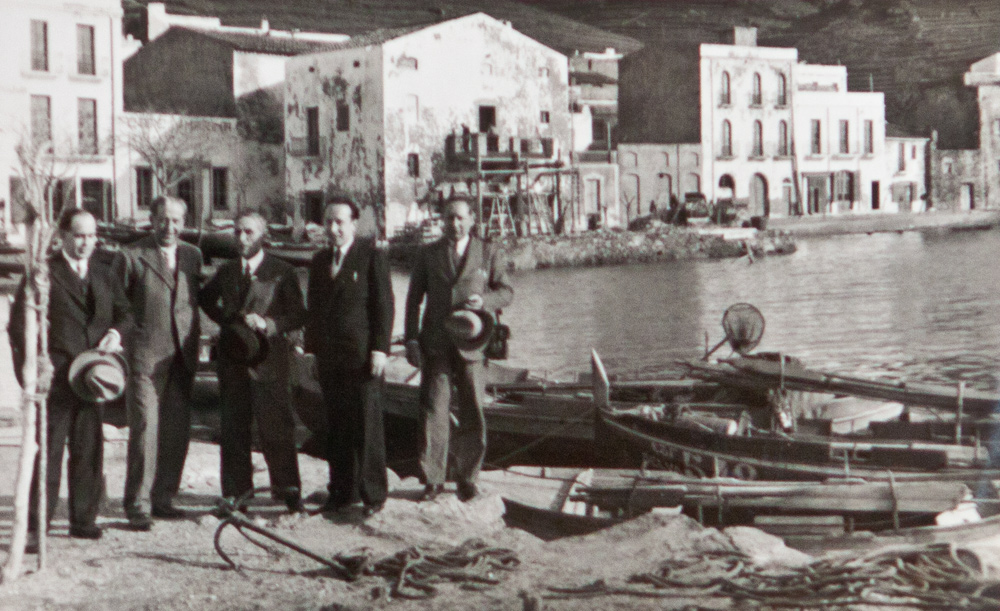
Pompeu Fabra è al centro

Josep Pla scrisse che “Fabra è stato il catalano più importante del nostro tempo perché è l’unico cittadino di questo paese, in questa epoca, che, essendosi riproposto d’ottenere una determinata finalità pubblica e generale, l’ha conseguita in modo esplicito ed indiscutibile”

## Biografia

### Infanzia
Pompeu Fabra nacque nel 1868, in via Della Madre di Dio della Salute, 32, nel quartiere della Salute dell’antico borgo di Gràcia, e più tardi ha abitato anche in via Gran de Gràcia. Figlio di Josep Fabra i Roca e di Carolina Poch i Martí, era il minore di 13 fratelli, di cui ne morirono ben 10. Quando aveva 5 anni, nel 1873, fu proclamata la Prima Repubblica nello Stato Spagnolo e suo padre, che era repubblicano, fu eletto sindaco del borgo. Benché la famiglia si fosse trasferita a Barcelona quando aveva 6 anni, egli ricordò sempre la sua origine da Gràcia.

### Inizi fecondi e polemici
Fabra iniziò gli studi in ingegneria industriale, che progressivamente alternò con una forte inclinazione autodidatta per la filologia. Nel 1891, la casa editrice L’Avenç pubblicò il suo Ensayo de gramática del catalàn moderno, nel quale, per la prima volta con metodologia scientifica, viene descritta la lingua parlata con un’accurata trascrizione fonetica. Assieme a Joaquim Casas Carbò e Jaume Massò i Torrents, Fabra iniziò la seconda campagna linguistica della rivista L’Avenç; queste campagne furono i primi tentativi scientifici di sistematizzazione della lingua, tentativi che provocarono accese polemiche e costituirono l’abbozzo della futura normativa.
Nel 1902, vinse per concorso la cattedra di chimica alla Scuola d’Ingegneria di Bilbao, città dove visse stabilmente fino al 1912. Malgrado l’allontanamento dal paese, durante quegli anni egli intensificò la sua dedizione alla filologia. Nel 1912 si trasferì a Badalona, che era allora un villaggio di mare, molto appropriato per un uomo che aveva trovato il gusto di vivere lontano dalle grandi città. Era anche il posto ideale per Teresa, la figlia di mezzo, alla quale i medici avevano consigliato l’aria ed i bagni di mare. Il Maestro vi stabilì la residenza fino al 1939, anno in cui partì per l’esilio.
Nel 1906 partecipò al “I Congrès Internacional de la Llengua Catalana”, con la comunicazione “Qüestions d’ortografia catalana”. Il suo prestigio intellettuale ne uscì enormemente rafforzato, fino al punto che Prat de la Riba lo chiamò per dirigere un progetto di normativa linguistica del catalano. Allora tornò in Catalogna, fu nominato fondatore della Sezione Filologica dell’Institut d’Estudis Catalans (IEC) ed occupò una cattedra degli Estudis Universitaris Catalans.
Nel 1912 pubblicò una Gramática de la lengua catalana ancora in spagnolo; un anno dopo fa conoscere le Normes ortogràfiques (1913). Si tratta di una vasta riforma ortografica, promulgata dall’Institut d’Estudis Catalans, che, unitamente a ferventi adesioni, provocò anche una corrente contraria di opinione. Uno dei punti basici dell’ortografia difesa da Fabra era il rispetto per la pronuncia dei dialetti e l’etimologia delle parole. Nel 1917 il Diccionari ortogràfic completò le Normes del 1913.

### Un insegnamento efficace
A partire dal 1918, con la pubblicazione della Gramàtica catalana, adottata in pratica come ufficiale, inizia un periodo che terminerà nel 1931, con la pubblicazione del Diccionari General de la Llengua Catalana. Dello stesso anno è il Curs mitjà de gramàtica catalana, pensato specialmente per le scuole, e ripubblicato, nel 1968, con il titolo di Introducció a la gramatica catalana.
Le Converses filològiques  (1924) nacquero dal desiderio ardente di Fabra di divulgare le sue riflessioni linguistiche. Sono articoli brevi che pongono e risolvono dubbi idiomatici molto frequenti. L’anno seguente pubblicò Les principals faltes de gramàtica (1925).
Sempre nel 1925 iniziò a lavorare alla Deputazione di Barcellona, precisamente alla Sezione di Promozione, Istruzione Pubblica e Belle Arti.
Nel 1927 fu nominato professore di Prosodia Catalana all'Istituto del Teatro.
A partire dagli inizi degli anni ’30, Fabra insegnò in alcune localitá delle contee di Girona. La conoscenza con Monsignor Ignasi Enric Jordà (1886- 1977), insegnante di catalano all’Istituto Magistrale di Gerona, lo portò a fare conferenze e ad impartire lezioni di grammatica catalana in questo istituto.
Merita una menzione speciale il Corso di Grammatica catalana, nell’estate del 1931, a Santa Coloma di Farners. Il testo d’introduzione del bollettino d’iscrizione della commissione organizzatrice dice: “Davanti al gran interesse che ha risvegliato in tutta Catalonia l’insegnamento del catalano, Santa Coloma non può restare indietro, per questo fine abbiamo organizzato un corso di grammatica catalana”. Fortunatamente, abbiamo una fotografia della conclusione del corso, che illustra il successo dell’annuncio. In questa fotografia appaiono anche, tra gli altri, Joan Vinyoli e Fabra stesso.

### Consolidamento di un compito
Nell’anno 1932, Fabra ricevette direttamente, in ragione del suo prestigio, la cattedra di lingua catalana dell’Università di Barcellona. Con lui entrava ufficialmente la lingua catalana, per la prima volta nella storia.
Nel 1933, Fabra diventò presidente del patronato della nuova Università Autonoma di Catalogna, da poco creata.
Il dizionario del 1932, già ricordato, e conosciuto popolarmente come il Diccionari Fabra o El Pompeu, fu pensato come lo sbozzo (“canovaccio”) di un futuro dizionario ufficiale dell’Institut d’Estudis Catalans. I criteri che hanno presieduto alla redazione del dizionario possono riassumersi così:
1. Esclusione di arcaismi e parole dialettali di ambito troppo ristretto;
2. Previsione di eliminare le parole che, con il tempo, perdessero di validità;
3. Esclusione di parole straniere che sostituiscono parole catalane oppure che impediscono di crearne di nuove;
4. Adozione di parole tecniche, previamente catalanizzate, d’origine greco-latina e di portata universale.

### Gli ultimi anni
Pompeu Fabra attraversò la frontiera franco-spagnola il 31 gennaio 1939, cinque giorni dopo che le truppe del generale Franco erano entrate a Barcellona. Dopo di che visse un lungo pellegrinaggio, con soggiorni a Parigi, Montpellier, Perpignano, e, infine, a Prada de Conflent, al numero 15 della via dei Marxants. Tra il 14 settembre e il 22 gennaio 1948, fu consigliere del Governo in esilio.
Negli ultima anni della sua vita, malgrado le condizioni avverse, continuò a lavorare e terminò una nuova Gramàtica Catalana, pubblicata postuma da Joan Coromines.
Nel 1947 venne diagnosticato un tumore a sua figlia Teresa, fatto che lo sconvolse, gli fece prendere coscienza della sua età e cominciò a pensare sovente alla morte. Così tanto che il 27 novembre 1947 andò ad Andorra a fare testamento. La morte di sua figlia colpì moltissimo Pompeu Fabra, che stava per compiere 80 anni. Le parole di Joan Alavedra al funerale della figlia raccolgono il sentimento della comunità dei catalani in esilio, che stavano preparando una celebrazione per l’ottantesimo compleanno del filologo, tramutata in dolore per la perdita familiare (13).
Malgrado tutto, la comunità catalana in esilio celebrò il suo 80º compleanno, gli regalò una medaglia d’oro ed un busto modellato dallo scultore Joan Rebull.
Morì nella sua residenza di Prada il 25 dicembre 1948.

## Pompeu Fabra a Tarragona

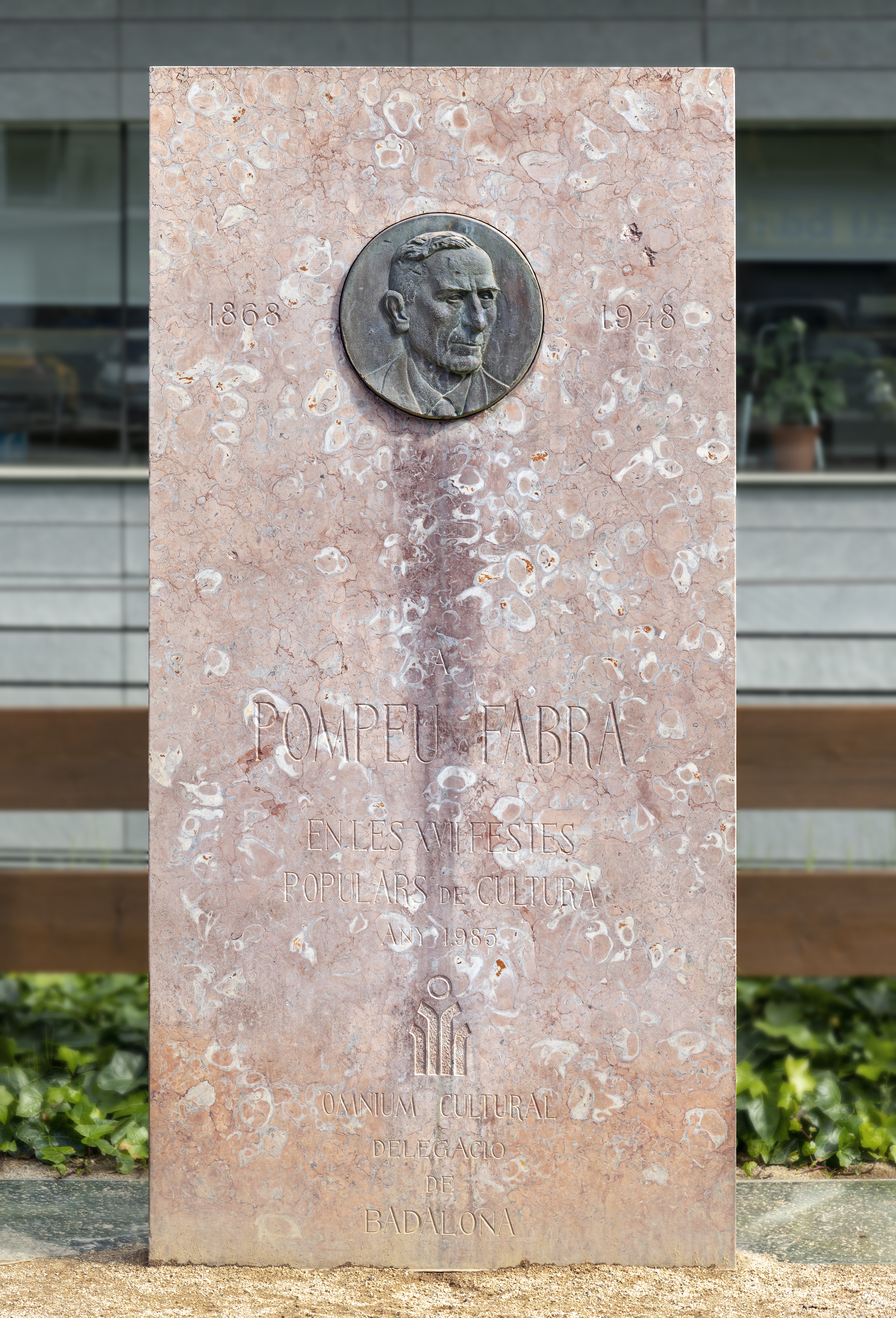
Monumento a Pompeu Fabra in Badalona.

Fabra fece sette visite alla città di Tarragona tra il 1922 ed il 1933.
La prima fu il 24 maggio 1922 per assistere all’esame degli alunni delle classi di catalano, classi sovvenzionate dall’Associazione Protettrice dell’Insegnamento del Catalano.
La seconda visita, otto anni dopo, fu solo di passaggio. La terza visita, il 17 luglio 1931, fu per pronunciare la conferenza “L’insegnamento della lingua catalana” agli ispettori dell’insegnamento elementare. Era stata proclamata la Repubblica ed il “decreto di Bilinguismo” e Fabra era stato nominato ispettore per l’insegnamento del catalano negli Istituti Magistrali. Tra le personalità che l’accompagnarono, c’era anche il sindaco della città, Pere Lloret.
Quattro mesi dopo, Fabra torna per pronunciare un’altra volta una conferenza, “Il catalano, lingua dell’insegnamento”, come presidente dell’Associazione Palestra, entità patriottica fondata nel 1930, che apriva una delegazione a Tarragona. Il presidente della delegazione e presentatore della cerimonia fu Joan Antonio i Guàrdias. Il filo conduttore della conferenza espresse l’idea che lo Statuto di Autonomia non sarebbe stato sufficiente per normalizzare la lingua, bensì c’era bisogno inoltre dell'impegno dei catalani.
Il 3 dicembre 1932 visitò l’Istituto Magistrale per prendere in considerazione le richieste degli alunni, che volevano che le materie d’insegnamento fossero spiegate in catalano.
La sesta visita ha luogo il 20 gennaio 1932. Pronunciò due conferenze, una per gli alunni della Scuola Normale e l’altra all’Ateneo, questa ultima con il titolo “La lingua catalana ed il patriottismo”.
La settima ed ultima visita si svolge il 22 maggio 1933. Benché Fabra fosse diretto a Poblet, per assistere alla commemorazione del primo centenario della Rinascenza Catalana, si fermò anche a Tarragona per partecipare ad una riunione della giunta della delegazione della Palestra.
La presenza di Fabra a Tarragona continua ancora oggi, con la celebrazione dei Colloqui Internazionali organizzati dall’Università Rovira e Virgili, nella quale si trovano professori specialisti della sua figura e della sua opera.

## Dirigente sportivo
Fabra fu legato tutta la vita a quello che si chiamava “escursionismo scientifico” e fu socio del Centro Escursionista di Catalogna a partire dal 1891. Fece senza sosta escursioni per studiare la geografia catalana ed anche soggiorni in accampamenti estivi ai Pirenei, con ascensioni ai picchi più notevoli. Fu eletto presidente dell’Associazione “Lawn Tennis”, (oggi Federazione Catalana di Tennis) e poi fu, nell’anno 1933, primo presidente dell’Unione catalana delle Federazioni Sportive. Inoltre, fece parte della sezione di tennis del FC Barcelona. Fabra considerava lo sport indispensabile per la formazione della persona e lo sviluppo della nazione. Aveva l’abitudine di giocare a tennis sui terreni della fabbrica Cros, a Badalona, con sua figlia Carola.
In un documentario, egli parla sopra l’importanza del tennis in Catalogna, e dice che “il tennis ha oggi in Catalogna molta importanza. La nostra terra è uno dei vivai principali della Penisola. Gli altri sono a Madrid, nei Paesi Baschi, a Huelva ed ora si inizia a crearli in altre città.  Il tennis in Catalogna ha raggiunto un grado notevole d’importanza e di prestigio, non solo per l’accresciuto numero di gente che lo gioca, bensì per la qualità eccellente di molti giocatori, qualità che supera quella dei migliori di altre località menzionate.
Per tanto, con la presidenza dell’Unione Catalana delle Federazioni Sportive, Fabra divenne il massimo dirigente dello sport catalano durante gli anni della Repubblica, fino a che cessò la sua attività con lo scoppio della Guerra Civile.

## Opere complete
Le Opere complete di Pompeo Fabra sono il risultato di un progetto di ricerca del Governo di Catalogna, l’Istituto di Studi Catalani ed il Governo delle Isole Baleari, frutto di un accordo di collaborazione firmato nel 2002. I nove volumi, che compongono le Opere, raccolgono dalla bibliografia essenziale di Fabra fino a scritti ignorati e compresi inediti. Ne sono un esempio gli appunti presi da alcuni suoi alunni in conferenze e corsi, che rivelano contenuti che non appaiono nelle opere del linguista, oppure idee grammaticali in embrione, che posteriormente furono esposte nelle sue opere.
Il primo volume include le tre prime grammatiche, del 1891, 1898 e 1912; il secondo, le cinque grammatiche pubblicate tra il 1918 ed il 1946 e diversi corsi orali; il terzo, la grammatica francese del 1919 e quella inglese del 1924, assieme ad una serie di articoli tecnici pubblicati tra il 1887 ed il 1926; il quarto volume contiene l’opera ortografica di Fabra (Trattato d’ortografia del 1904, le Norme ortografiche del 1913 ed il Dizionario ortografico degli anni 1917-1937) ed i manuali linguistici pubblicati dall'Editoriale Barcino. Il quinto volume contiene il Dizionario generale della lingua catalana del 1932; il sesto, le grammatiche degli anni 1918-1933, la grammatica catalana del 1946 e la grammatica postuma del 1956, oltre alle traduzioni teatrali; il settimo contiene le Conversazioni filologiche; l’ottavo, l’Epistolario di Fabra ed il Corso di lingua catalana per corrispondenza,  ed il nono ed ultimo include testi e materiali di Fabra trovati in differenti pubblicazioni, una cronologia generale della sua vita ed opera ed una bibliografia sull’opera e la figura di Fabra.
A partire dal marzo 2018, tutta la sua opera si trova digitalizzata e si può consultare in linea nel Portal Pompeu Fabra.

## Patrimonio letterario
Mentre abitava a Bilbao, dove aveva traslocato nel 1902, lavorò alla Grammatica della lingua catalana (1912). Quando si trasferì a Badalona, l’Istituto di Studi Catalani promulgò le Norme ortografiche (1913), principalmente opera sua, norme che presentano la parte essenziale delle regole di ortografia difese dal gruppo de L’Avenç e che furono la base per la formazione del Dizionario ortografico, compilato sotto la sua direzione (1917). Nel 1918, mentre stava ancora a Badalona, Fabra pubblicò, per incarico dell’Istituto di Studi Catalani (che la adottò come ufficiale) la Grammatica catalana. Egli stesso redasse, durante il periodo di Badalona, il conosciuto Curs mitjà de gramàtica catalana, pubblicato dall’Associazione Protettrice dell’insegnamento catalano (1918).
Durante il periodo di Badalona, Fabra elaborò la sua opera più importante e conosciuta: il Diccionari General de la Llengua Catalana. In questo dizionario si riconoscono alcuni lemmi dialettali, chiaramente originari di Badalona (“badiu”, “micaco”).  Per questo motivo, Fabra è chiamato figlio adottivo di Badalona e ha ricevuto in omaggio la Medaglia della città, istituita dal Comune come massimo riconoscimento ai cittadini figli o vicini della città che, con i loro atti, il loro talento e le loro virtù civiche, abbiano contribuito ad onorarla e ad elevarla.
Nell’anno 1939 lasciò Badalona e passò l’estate nella casa di Sant Feliu de Codines, da dove partì per l’esilio in Francia. Visse a Parigi, Montpellier, Perpignano e, infine, si stabilì a Prada de Conflent, dove morì e fu sepolto nel 1948. Durante il periodo finale della sua vita, continuò il lavoro filologico e fu pubblicata, dopo la sua morte, nel 1956 la Grammatica Catalana.